# Hauortova projekcija
Hauortova projekcija je uobičajeni način prikazivanja cikličnih struktura monosaharida putem jednostavne trodimenzionalne perspektive.
Hauortova projekcija je dobila ime po engleskom hemičaru Normanu Hauortu, koji je dobio Nobelovu nagradu za rad upravo vezan za ugljene hidrate.
Hauortova projekcija ima sledeće karakteristike:
- Ugljenik je implicitni atomski tip. U primeru na desnoj strani, atomi numerisani od 1 do 6 su atomi ugljenika. Ugljenik 1 je poznat kao anomerni ugljenik.
- Vodonikovi atomi na ugljenicima su implicitni. U primeru, atomi 1 do 6 imaju ekstra atome vodonika koji nisu prikazani.
- Zadebljana linija indicira atoma koji su bliže posmatraču. U primeru, atomi 2 i 3 (i njihove korespondirajuće  grupe) su bliže posmatraču. Atomi 1 i 4 su dalje od posmatrača. Atom 5 i drugi atomi su najdalje.
- Grupe ispod ravni prstena u Hauortovim projekcijama su ekvivalentne onima sa desne strane Fišerove projekcije.